# Уливьери, Ренцо
Ренцо Уливьери (итал. Renzo Ulivieri; 2 августа 1941, Сан-Миниато, Италия) — итальянский футбольный тренер и политик.

## Карьера
Воспитанник «Фиорентины». Не закрепившись в основе «фиалок», полузащитник ушел в клуб низшей лиги «Куойопелли», в котором завершил карьеру в 24 года. В 22 года окончил Высший институт физического воспитания (ISEF).
Став тренером, Уливьери начал работать с любительскими коллективами. Со временем пробился в профессиональный футбол, в котором прошел все ступени. Много лет Уливьери трудился в Серии А, где работал с «Перуджей», «Сампдорией», «Болоньей», «Кальяри», «Пармой», «Торино» и «Реджиной». Наибольших успехов добился с «Болоньей». В 1995 году он стал первым тренером, удостоенным Серебряной скамьи, как лучшему наставнику Серии B. Через год Уливьери победил с командой в Серии B, а чуть позже — выводил красно-синих в еврокубки.
В последнее время работает в женском футболе. В 2010 году возглавлял сборную Италии на Кубке Легенд в Москве. С этого же года является президентом итальянской школы тренеров «Коверчано».

## Политика
Ренцо Уливьери известен своими левыми политическими взглядами. В 1960-е годы он вступил в ряды Итальянской коммунистической партии, а позднее — в преобразованную из нее Демократическую партию. В последнее время поддерживал движение «Левые экология свобода». В 2010 году стал его координатором в родном городе Сан-Миниато.
В 2012—2013 годах баллотировался в Сенат Италии.
В 2018 году Уливьери поддерживал на выборах Партию коммунистического возрождения. Выступал против гомофобии в футболе.
Будучи Президентом Ассоциации итальянских тренеров, стал известен благодаря своим скандальным акциям. Так, в 2011 году Уливьери объявил голодовку в знак протеста против решения Федерации футбола Италии об отмене обязательного лицензирования тренеров в низших дивизионах и на юниорском уровне. Позднее приковал себя цепями к воротам футбольной федерации.

## Семья
Брат Ренцо Нерио Уливьери (род. 1948) также являлся футболистом. Два сезона он выступал в Серии А за «Удинезе».

## Достижения

### Командные
- Чемпион Серии B (1): 1995/96.

### Личные
- Награда «Серебряная скамья» (1): 1995.